# Aeropuerto de Martha's Vineyard
El Aeropuerto de Martha's Vineyard (IATA: MVY, OACI: KMVY, FAA LID: MVY) es un aeropuerto público ubicado en el centro de la isla de Martha's Vineyard, a 4.8 km (3 mi) al sur del distrito financiero de Vineyard Haven, en el condado de Dukes, Massachusetts, Estados Unidos. Este aeropuerto es propiedad del condado de Dukes y se encuentra en el límite entre las localidades de West Tisbury y Edgartown.
Es el mayor de los tres aeropuertos de la isla y el único con servicio de aerolíneas. Además de recibir el servicio de seis aerolíneas comerciales, es utilizado por un número significativo de aeronaves de aviación general. Los otros aeropuertos de la isla son el Aeródromo Katama y el Aeropuerto Trade Wind.
El identificador de aeropuerto MVY se ha generalizado como abreviatura de la isla de Martha's Vineyard y se utiliza a menudo para fines no relacionados con la aviación.

## Descripción general
El Aeropuerto de Martha's Vineyard cubre un área de 278 hectáreas (688 acres) la cual contiene dos pistas de aterrizaje: la pista 6/24 tiene dimensiones de 1,678 x 30 metros (5,504 x 100 pies) y la pista 15/33 tiene dimensiones de 1,005 x 23 metros (3,297 x 75 pies).
Por el periodo de 1 año que terminó el 14 de mayo de 2006, el aeropuerto tuvo 61,317 operaciones aeronáuticas, un promedio de 116 por día:  54% aviación general, 46% taxi aéreo y <1% militar. En el aeropuerto hay 67 aviones con base: 75% de un solo motor, 25& de multi-motor.

## Terminal e Infraestructura
La terminal tiene un restaurante, counters para check-in, zonas de espera para pasajeros y reclamo de equipaje. La rampa tiene la habilidad de mantener 50 aeronaves con 15 reservadas para aviación comercial. La torre de control está abierta desde las 6:00 AM hasta las 10:00 PM.

## Operaciones
Junto con el TSA, el Departamento de Policía de West Tisbury está a cargo de la seguridad del aeropuerto y el Departamento de Rescate Aeronáutico y Bomberos (ARFF Dept. en inglés) tiene un personal de 10 bomberos de tiempo completo. Actualmente, el aeropuerto tiene varios vehículos de respuesta de emergencias.

## Aerolíneas y destinos

### Pasajeros
| Aerolíneas         | Destinos                                                                                     |
| ------------------ | -------------------------------------------------------------------------------------------- |
| American Eagle     | Estacional: Charlotte, Chicago–O'Hare, Filadelfia, Nueva York–LaGuardia, Washington–National |
| Cape Air           | Boston, Hyannis, Nantucket, New Bedford Estacional: Nueva York–JFK, Norwood, White Plains    |
| Delta Connection   | Estacional: Nueva York–JFK, Nueva York–LaGuardia                                             |
| JetBlue Airways    | Estacional: Boston, Nueva York–JFK, Nueva York–LaGuardia, Washington–National                |
| Nantucket Airlines | Hyannis, Nantucket                                                                           |
| Reliant Air        | Chárter Estacional: Danbury                                                                  |
| Tradewind Aviation | Chárter: White Plains Chárter Estacional: Teterboro                                          |

American Eagle opera estacionalmente de junio a septiembre con su avión E175; American Eagle puede operar hasta 5 veces al día desde el Aeropuerto MVY.
Cape Air/Nantucket Airlines opera el Cessna 402 y el Tecnam P2012. Operan todo el año, con vuelos diarios de 40 veces en verano y de 10 a 15 en invierno.
Delta Connection opera jets regionales E175/E170 y Bombardier CRJ900 a Nueva York-Kennedy y Nueva York-LaGuardia. Operan estacionalmente desde cerca del Día de los Caídos hasta finales de octubre.
JetBlue Airways opera el E190 y el A220-300 a Martha's Vineyard; puede operar hasta 6 veces al día en temporada alta y 4 veces al día en temporada baja.
Tradewind Aviation opera el PC-12 a Martha's Vineyard. Funcionan 15 veces al día en verano y cinco veces o más durante el invierno.

### Carga
| Aerolíneas   | Destinos                                |
| ------------ | --------------------------------------- |
| Cape Air     | Boston, Hyannis Estacional: New Bedford |
| FedEx Feeder | Providence                              |

FedEx Feeder ofrece vuelos desde Providence durante todo el año. Durante los meses de verano, el vuelo de carga puede operar hasta 5 veces al día y una vez al día en invierno. Toda la carga continúa hasta las instalaciones de FedEx en el aeropuerto y luego se transporta a sus camiones para su entrega.
Cape Air ofrece vuelos de carga a Boston y Hyannis durante todo el año y añade un vuelo de carga estacional a New Bedford. La carga de Cape Air se descarga en la terminal C, en el área de facturación de Cape Air en Boston, o en el área de facturación de la terminal principal en MVY para Cape Air.

## Estadísticas

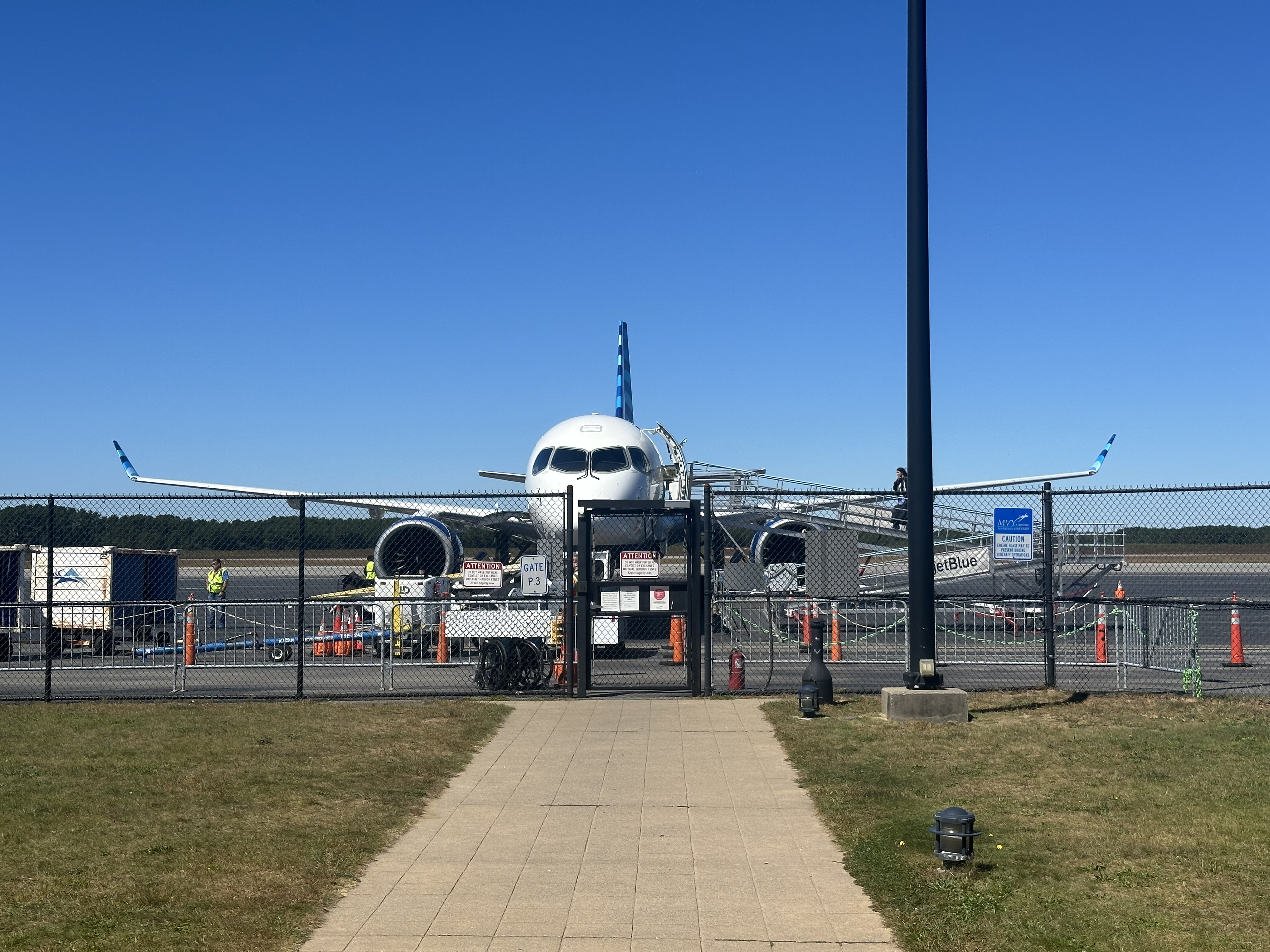
A220-300 de JetBlue en la puerta 1 del aeropuerto.

### Tráfico anual
|      | Pasajeros | Cambio respecto al año anterior | Operaciones aéreas | Carga total (carga, expreso y correo) (lbs.) |
| ---- | --------- | ------------------------------- | ------------------ | -------------------------------------------- |
| 2000 | 71,150    | 71.3%                           | 0                  | 0                                            |
| 2001 | 65,374    | 1.08%                           | 0                  | 0                                            |
| 2002 | 59,500    | 1.09%                           | 0                  | 0                                            |
| 2003 | 53,011    | 1.12%                           | 0                  | 0                                            |
| 2004 | 53,011    | 0.00%                           | 0                  | 0                                            |
| 2005 | 48,977    | 1.08%                           | 0                  | 0                                            |
| 2006 | 45,881    | 1.06%                           | 0                  | 0                                            |
| 2007 | 49,205    | 0.93%                           | 0                  | 0                                            |
| 2008 | 45,002    | 1.9%                            | 0                  | 0                                            |
| 2009 | 42,248    | 1.6%                            | 0                  | 0                                            |
| 2010 | 43,904    | 0.96%                           | 0                  | 0                                            |
| 2011 | 49,095    | 0.89%                           | 0                  | 0                                            |
| 2012 | 50,484    | 0.97%                           | 0                  | 0                                            |
| 2013 | 56,313    | 0.96%                           | 0                  | 0                                            |
| 2014 | 52,362    | 7.4%                            | 0                  | 0                                            |
| 2015 | 49,853    | 4.79%                           | 0                  | 0                                            |
| 2016 | 54,084    | 8.4%                            | 0                  | 0                                            |
| 2017 | 49,767    | 7.9%                            | 0                  | 0                                            |
| 2018 | 52,605    | 5.7%                            | 0                  | 0                                            |
| 2019 | 52,792    | 59.1%                           | 0                  | 0                                            |
| 2020 | 18,462    | 65.0%                           | 0                  | 0                                            |
| 2021 | 67,789    | 267.1%                          | 0                  | 0                                            |
| 2022 | 70,098    | 3.40%                           | 4,616              | 678,000                                      |
| 2023 | 81,283    | 15.95%                          | 4,630              | 585,000                                      |
| 2024 | 81,666    | 0.47%                           | 0                  | 0                                            |